# Premio Dresda
Il Premio Dresda (Dresden-Preis in lingua tedesca) è un "premio per la Pace" che viene assegnato verso il 13 febbraio di ogni anno, in occasione dell'anniversario della distruzione di Dresda provocata da bombardamenti alleati avvenuti tra il 13 e il 15 febbraio del 1945.
L'ultimo conferimento ebbe luogo il 9 febbraio 2020 all'attivista ambientale e ambasciatrice speciale siriana dell'UNICEF Muzoon Almellehan. Un premio speciale lo ricevette l'orchestra infantile Musaik del quartiere Prohlis di Dresda, nella quale bambini di famiglie svantaggiate e fuggiasche suonavano insieme.

## Importanza
Vengono onorate particolari prestazioni contro i conflitti, la violenza e l'escalation.
Il riconoscimento fu creato nel 2009 a Dresda dall'associazione Friends of Dresden Deutschland (Amici della tedesca Dresda). Si tratta di una "filiale" dell'associazione promotrice statunitense Friends of Dresden Inc. di New York, fondata da Günter Blobel.
Il premio è sponsorizzato dalla Fondazione Klaus Tschira ed è dotato di 10.000 Euro.
I premiati ricevono una statuetta in bronzo alta circa 30 cm, creata dalla scultrice e disegnatrice Konstanze Feindt Eißner e che è condivisa dalla figura "Ernst" della fontana Mozart nel giardino "Bürgerwiese" di Dresda. I danni di guerra, che la statua originale rappresenta e che oggi è esposta nel Museo lapidario di Dresda, sono rappresentati dalla scultura-premio.
L'onorificenza deve, secondo l'organizzatore, contrastare anche l'appropriazione della ricorrenza da parte dell'estremismo di destra. Il primo conferimento nell'anno 2010 venne spostato per motivi di sicurezza di un giorno ed ebbe luogo nel Semperoper di Dresda. Negli anni successivi i premiati Daniel Barenboim e James Nachtwey ricevettero parimenti il premio nel Semperoper.

## Premiati
| Anno | Persona                                                                      | Autore dell'encomio    | Motivazione dell'assegnazione | Ritratto                        |
| ---- | ---------------------------------------------------------------------------- | ---------------------- | --- | ------------------------------- |
| 2010 | Michail Gorbačëv, ex Presidente dell'Unione Sovietica                        | Gerhart Baum           | per le sue opere "nel campo della prevenzione dei conflitti e delle violenze" e specialmente per il suo impegno per il disarmo nucleare. Con le sue iniziative di riduzione unilaterale dei Missili balistici a medio raggio Gorbaciov ha dato il segnale per la fine della corsa agli armamenti e realizzato "uno dei più importanti contributi alla prevenzione della violenza nei secoli trascorsi" | Michail Gorbačëv                |
| 2011 | Daniel Barenboim, Direttore e Pianista                                       | Richard von Weizsäcker | per la fondazione della West Eastern Divan Orchestra | Daniel Barenboim                |
| 2012 | James Nachtwey, Fotografo di guerra                                          | Wim Wenders            | per la sua "Foto indimenticabile. E che egli fece come moralista, come uno, che non solo spera, bensì anche crede, che la sua foto possa far mutare opinione." | James Nachtwey                  |
| 2013 | Stanislaw Petrow, ex ufficiale dell'Armata Rossa                             | Claus Kleber           | «Stanislaw Petrow nella notte dal 25 al 26 settembre 1983 si trovò di fronte all'anticipo della terza guerra mondiale e ai politici, che forse o persino probabilmente avevano deciso altrimenti. Un ingegnere in servizio nell'Armata sovietica, che si trovava in una situazione di enorme responsabilità, che più grande di così in poteva essere, la responsabilità della sopravvivenza del genere umano. Egli agì correttamente, poiché egli decise non da tecnico, non da ufficiale, bensì da uomo.»                                                      | Stanislaw Jewgrafowitsch Petrow |
| 2014 | Emmanuel Jal, Musicista sudanese ed ex bambino-soldato                       | Fatou Bensouda         | per il suo impegno musicale e politico contro l'uso militare indebito di bambini in Africa. | Emmanuel Jal                    |
| 2015 | Edoardo, Duca di Kent, membro britannico della Famiglia reale                | Kurt Biedenkopf        | per il suo contributo alla fratellanza tra inglesi e tedeschi. | Edoardo di Kent                 |
| 2016 | Daniel Ellsberg                                                              | Jakob Augstein         | come antenato dei Segnalatori di illeciti. Egli ispirò altri con il suo coraggio. | Daniel Ellsberg                 |
| 2017 | Domenico Lucano, Sindaco di Riace                                            | Martin Roth            | per l'accoglienza e l'integrazione di 550 fuggiaschi nel comune di 1 800 abitanti di Riace. | Domenico Lucano                 |
| 2018 | Tommie Smith, Vincitore olimpico e combattente per i diritti di cittadinanza | Günter Wallraff        | "Le gesta degli sportivi Tommie Smith e John Carlos sul podio dei Giochi Olimpici del 1968 in Messico fu una delle dimostrazioni pubbliche più impressionanti contro la discriminazione razziale negli ultimi secoli. Una dimostrazione silenziosa, che è diventata parte della storia del coraggio civile. L'ex campione olimpico Tommie Smith divenne un modello di ruolo degli sportivi impegnati politicamente. 50 anni dopo c'è ancora del razzismo. Purtroppo l'argomento ci ha rimesso poco di attualità." Günter Blobel, cofondatore del Premio Dresda. | Tommie Smith                    |
| 2019 | Phan Thị Kim Phúc, Vittima della Guerra del Vietnam                          | James Nachtwey         | L'attivista per la pace fu onorata per il suo lavoro per la fratellanza. Ella rifiuta le conseguenze dell'odio. È ambasciatrice di buona volontà dell'Unesco e ha creato una fondazione per i bambini resi invalidi dalla guerra. |                                 |
| 2020 | Muzoon Almellehan, attivista siriana e ambasciatrice speciale dell'UNICEF    | Phan Thị Kim Phúc      | Ella "… è una delle voci più forti e influenti nella battaglia per la formazione dei bambini negli ambienti di guerra. Iniziò il suo impegno all'età di 14 anni in un campo profughi giordano, dove lei era fuggita insieme alla sua famiglia. Per molti dei rifugiati la partecipazione alle offerte formative, considerata la perdita di speranze nei campi profughi, non era al primo posto per importanza. Ma Muzoon andava di tenda in tenda e convinse genitori e figli quanto importante sia la scuola."                                                 |                                 |